# 韵律
韵律是西方诗歌中韵文的基本用韵结构。西方傳統韻文詩的韻律根據語言的不同可以分爲強弱韻律和長短韻律，前者以每個音節是否有重音爲判定音節韻律的標準，後者則依據音節的長短。英語、意大利語等現代語言多用強弱音律，而古希臘語、拉丁語等古典語言則採取長短韻律。

## 基本結構

### 音步
一行诗（line）可以被分成几组音步。常見的音步有以下幾種（註：以下依據古典語言的長短韻律稱呼音步，在強弱韻律中則須將「長」「短」改爲「強」「弱」，如短長步在強弱韻律中則對應弱強步，但在西方語言中兩者名稱相同；亦可兩者混稱爲「揚」「抑」）。
| 音步     | 原文名 （古希臘語） | 英語名              | 符號記法            | 音節數 |
| -------- | ------------------- | ------------------- | ------------------- | ------ |
| 短短     |                     | pyrrhic             | ⏑⏑                  | 2      |
| 短長     |                     | iamb                | ⏑–                  | 2      |
| 長短     |                     | trochee             | –⏑                  | 2      |
| 長長     |                     | spondee             | ––                  | 2      |
| 短短長   |                     | anapest             | ⏑⏑–                 | 3      |
| 短長短   |                     | amphibrach          | ⏑–⏑                 | 3      |
| 長短短   |                     | dactyl              | –⏑⏑                 | 3      |
| 長短長   |                     | amphimacer (cretic) | –⏑–                 | 3      |
| 長短短長 |                     | choriamb            | –⏑⏑–                | 4      |
| 三長一短 |                     | epitrite            | ⏑––– –⏑–– ––⏑– –––⏑ | 4      |

其中三長一短音步取決於短音在第幾個音節，可以細分爲第一、二、三、四類（英語：first, second, third, fourth epitrite）。

### 步格
一行诗里的音步数和音步的形式被统称为步格。根据数目划分，常用步格有八类，分别为：
- 一步格（μονόμετρος），一行一个音步。
- 两步格（δίμετρος），一行二个音步。
- 三步格（τρίμετρος），一行三个音步。
- 四步格（τετράμετρος），一行四个音步。
- 五步格（πεντάμετρος），一行五个音步。
- 六步格（ἑξάμετρος），一行六个音步。
- 八步格（ὀκτάμετρος），一行八个音步。

以下步格未見於古希臘關於韻律的作品，但在英語中以類似詞源命名：
- 七步格（英語：heptameter），一行七个音步，通常会有14-21个音节。

## 古典韻律

### 古希臘文
古希臘語的韻律複雜多樣，一般可以區分爲抒情詩韻律以及非抒情詩韻律。以下列出古希臘語的主要韻律種類，其中以–表示長音節，⏑表示短音節，⏕表示亦可爲單個長音節或是兩個短音節，X表示不計長短的一個音節（兩用音節）。最後一個音節此處標記爲長音節，但一般可短音長用。

#### 非抒情詩韻律
- 長短短六步格在古希臘史詩等體裁中使用，其基本節奏爲：

–⏕ | –⏕ | –⏕ | –⏕ | –⏑⏑ | ––
- 輓歌體以兩行爲單位，第一行同長短短六步格，第二行則爲五步：

–⏕ | –⏕ | –⏕ | –⏕ | –⏑⏑ | ––
–⏕ | –⏕ | – || –⏑⏑ | –⏑⏑ | –
- 短長三步格常用於戲劇對白。註意：三步格中每步指兩個短長步，所以實際上有12個音節：

x–⏑– | x–⏑– | x–⏑–
此韻律有多種變化，詳細請參考主條目。其他戲劇對白韻律包括短長四步去尾格、長短四步去尾格、短短長四步去尾格等。

#### 抒情詩韻律
希臘抒情詩韻律較爲不規則，尤其合唱歌韻律十分難以分析，以下只列出有代表性的幾個類別：
- 伊歐里斯韻律：指用於伊歐里斯的抒情詩人作品中的韻律，最常見的有兩種，分別以萊斯博斯島的兩位詩人命名：

- 莎芙詩體：以三行爲單位，最後一行延長半行，節奏如下：

– ⏑ – x – ⏑ ⏑ – ⏑ – –
– ⏑ – x – ⏑ ⏑ – ⏑ – –
– ⏑ – x – ⏑ ⏑ – ⏑ – –
– ⏑ ⏑ – –
- 阿爾卡埃烏斯詩體：以四行爲單位，節奏如下：

x – ⏑ – x – ⏑ ⏑ – ⏑ –
x – ⏑ – x – ⏑ ⏑ – ⏑ –
    x – ⏑ – x – ⏑ – –
        – ⏑ ⏑ – ⏑ ⏑ – ⏑ – –
- 長短短–三長一短韻律：常用於品達與巴庫利德斯的合唱歌中。
- 愛奧尼亞韻律：合唱、抒情作品中用到的一種韻律，多以四音節音步爲主體。

### 拉丁文
拉丁文學在古典時期受到希臘文學強烈的影響，因此在古典時期一直完全使用希臘的韻律。
本土的拉丁文韻律目前已知只有薩圖恩努斯韻律，然而早在古典時期就已經沒有人記得這一韻律的規則，並且使用這一韻律的詩只有殘篇傳世。目前學界仍有爭議薩圖恩努斯韻律是強弱韻律還是長短韻律。

## 其他西方語言

### 英文
需要划分英文诗歌的韵脚时，一般用声调符号来标注强弱。一个升调“á”（类似中文拼音里的二声）表示强，一般一个朝上的小圆弧“ă”（类似三声的记号）表示弱，叉“×”或者圆圈“°”也有被使用（表示弱）。有时候诗里会出现一个落单的、无法归入其他韵脚的音节，这称为不完美韵脚（Imperfect foot）。
当韵脚数与韵脚形式（用英文形容词）结合时，一首诗的韵律可以被更详细地描述，例如
- 弱弱強四步格（Anapestic tetrameter）；
- 弱強四步格（Iambic tetrameter）；
- 強弱四步格（Trochaic tetrameter）；
- 強弱弱四步格（Dactylic tetrameter）；
- 弱强五步格（Iambic pentameter）;
- 強弱八步格（Trochaic octameter）;
- 強弱弱八步格（Dactylic octameter）。

五步格是英文诗歌中最常用的韵律，因为其长度最贴近英文的日常应用（刚好能包括句子的基本结构、一个完整的短语）。比五步格要短的行给诗附上一种紧张、快速、有力的感觉。比五步格长的行通常伴随一种休闲、缓慢、冗长或深沉的氛围。
弱强是最常用的韵脚，因为大部分的英文单词都是由（先）弱（后）强相间的音节构成的。
弱强五步格（Iambic pentameter）是莎士比亚十四行诗的标准韵律。具体地讲就是莎士比亚十四行诗里的每一行都有十个音节五个韵脚，遵循着弱强弱强的规律。例如：
Shall I compare thee to a summer's day?
Shăll Í/ cŏmpáre/ thĕe tó/ ă súm/mĕr's dáy? 
(William Shakespeare, Sonnet XVIII)
当诗人故意打破这传统的韵律时，通常说明违反规律的那一部分是重要的内容，并且值得特别的欣赏和解读。

## 備註
1. ↑  在西方語言中使用的名稱包括：拉丁語：，義大利語：，法語：，德語：，英式英文：，美式英文：Meter 等。